# 仁怀皇后

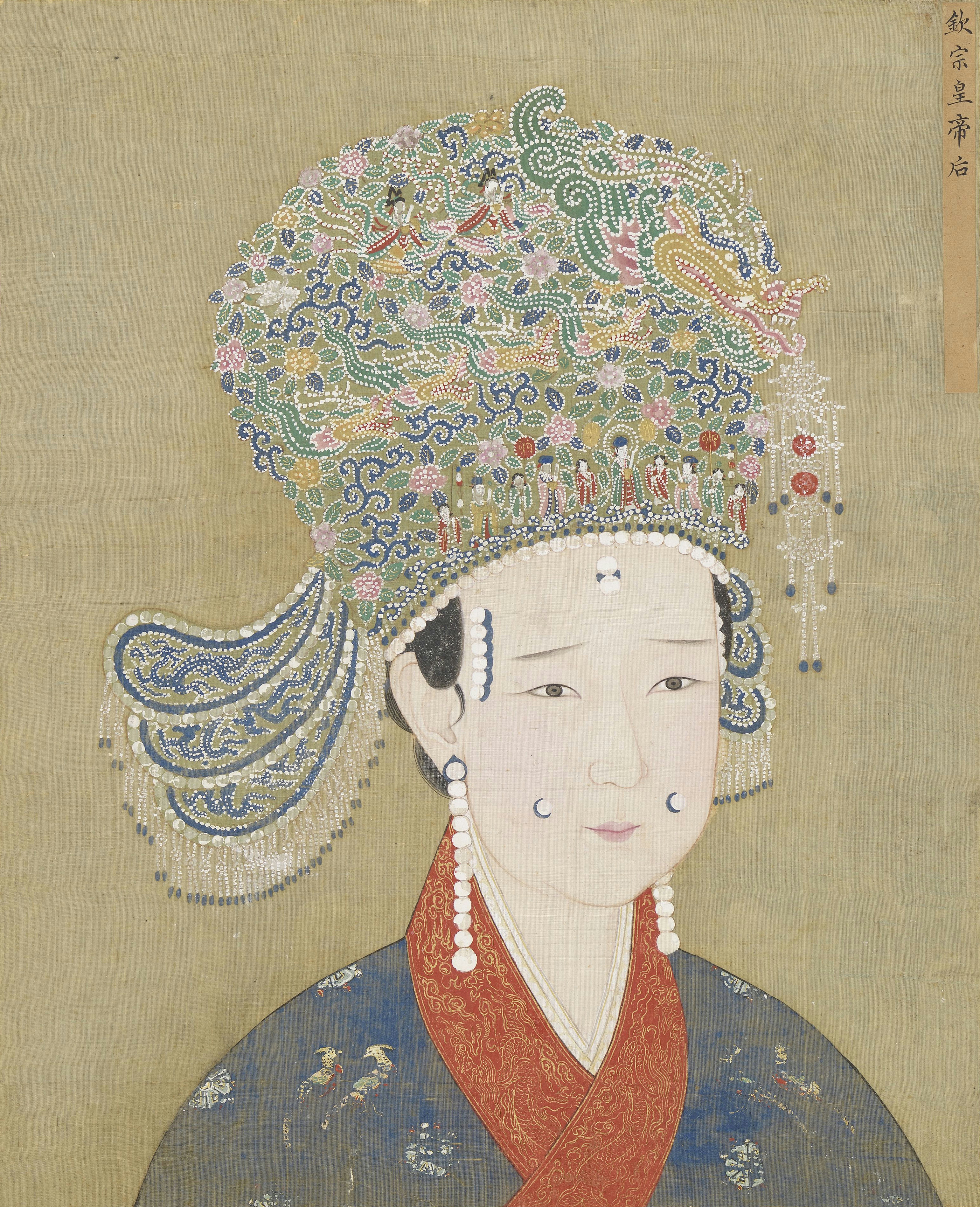
仁懷皇后朱氏

仁懷皇后朱氏（1102年—1143?年），開封府祥符縣（今河南省開封市）人，宋欽宗趙桓的皇后，父親朱伯材，官至武康軍節度使。

## 简介

宋欽宗朱皇后

欽宗還是太子時，在政和六年（1116年）六月癸未冊封朱氏為皇太子妃。宣和七年（1125年），欽宗即位，冊封朱妃為皇后，追封朱伯材為恩平郡王。朱皇后和欽宗生有一子即太子趙諶，欽宗對朱皇后寵愛有加，朱皇后不僅貌美，人很善良，心思細密，性格溫柔，而且工於詩畫，尤其善於畫山水花鳥作品，十分晶瑩剔透，是位蘭心蕙質的才女。1127年，靖康之變，金兵攻陷汴京城，俘虜徽、欽二帝，亦連同鄭太后、朱皇后、後宮宗室、大臣三千餘人北歸。
宋金议和后，金人允许韦太后携宋徽宗、郑皇后、邢皇后等人棺柩归宋，如果朱皇后死于议和前，没有理由宋人直到宋宁宗时期仍不知其生死。显然截止至韦太后归宋时，朱皇后尚在人世。慶元三年（1197年）十一月，考唐睿真皇太后故事，朱皇后獲「上尊號，諡號仁懷（恭寬敏惠曰仁 克己復礼曰仁 德礼不易曰怀 执义扬善曰怀），祔於太廟欽宗室，推恩后家十五人」。到慶元五年（1199年），「奉安神御於景靈宮」，朱皇后有兄二人：朱孝孫和朱孝章。

## 家族
- 父：朱伯材，终官武康军节度使、赠开府仪同三司、少傅、追封恩平郡王
- 兄：朱孝孫，以应道军节度使换授右金吾卫上将军、终官右金吾卫上将军、提举西京嵩山崇福宫、赠开府仪同三司
  - 侄女：朱氏
- 兄：朱孝章，终官永庆军承宣使、赠昭化军节度使
- 侄：朱軌，文林郎
- 侄：朱輖，中奉大夫、添差两浙西路安抚使司参议官
- 侄孙：朱億年
- 侄孙：朱耆年
- 侄孙：朱疆年
- 侄孙：朱長年
- 侄孙：朱龜年
- 侄孙：朱康年
- 侄孙：朱斯年
- 侄孙：朱樗年
- 侄孙：朱逢年
- 侄孙：朱泰年
- 侄孙：朱大年，进武校尉
- 侄孙：朱齊年，进武校尉
- 侄孙：朱儋年，进武校尉

## 延伸阅读
[在维基数据编辑]
 《宋史·卷243》，出自脱脱《宋史》
 在维基共享资源阅览影像